# Nábřeží Seiny v Paříži
Nábřeží Seiny v Paříži je architektonický celek zapsaný na Seznamu světového dědictví UNESCO. Jedná se o nábřeží na obou březích řeky Seiny v Paříži, jehož součástí jsou nejvýznamnější pařížské pamětihodnosti jako Eiffelova věž, Musée d'Orsay, Louvre nebo katedrála Notre-Dame, ale také historické mosty, které spojují oba břehy. Nábřeží bylo zaneseno na seznam v roce 1991.

## Historie
První nábřeží byla postavena na počátku 16. století. Nejstarší je Quai des Grands-Augustins na levém břehu naproti ostrovu Cité. V roce 1753 vzniklo Náměstí Ludvíka XV. (dnešní Place de la Concorde) a souběžně s ním i nábřeží na obou stranách řeky. Domy, které se nacházely přímo na břehu, byly strženy a na uvolněném prostoru tak mohla vzniknout zvýšená nábřeží. V roce 1870 bylo postaveno 15 mostů.
Nízká nábřeží byla přizpůsobena říční dopravě. Břehy Seiny se rovněž staly místem světových výstav v roce 1855 a 1900.
Ve 20. století se silniční doprava rozšířila i na nábřeží. První silnice byla postavena na pravém břehu v letech 1961-1967. Na levém břehu je pouze krátká část v délce dvou kilometrů od Quai Anatole-France na Quai Branly. Nábřeží mají také úseky pro chodce jako např. od Quai Saint-Bernard (kde se nachází Musée de la sculpture en plein air) po Quai de Conti poblíž Institut de France.

## Rozsah území

Seina protéká městem od východu na západ a rozděluje město Paříž na dvě nestejné poloviny: severní část (pravý břeh) a jižní část (levý břeh). Světové dědictví zahrnuje pouze nábřeží a stavby, které zde byly postaveny. Oblast zapsaná roku 1991 na Seznam světového dědictví UNESCO je nábřeží Seiny, které začíná u Pont de Sully (48°51′ s. š., 2°21′32″ v. d.) a končí u Pont d'Iéna (48°51′35″ s. š., 2°17′32″ v. d.) na pravém břehu a u Pont de Bir-Hakeim (48°51′20″ s. š., 2°17′16″ v. d.) na levém břehu. Rozkládá se na ploše 365 ha včetně ostrovů Cité a Sv. Ludvíka.

## Jižní část - levý břeh
Nábřeží na levém břehu řeky vede na území 13., 5., 6., 7. a 15. obvodu (po směru toku). Na této straně se nacházejí Musée d'Orsay, Ministerstvo zahraničních věcí (Quai d'Orsay), Invalidovna, Eiffelova věž, Musée du quai Branly, Bourbonský palác, Parc André-Citroën a mnoho dalších budov a památek.

## Severní část - pravý břeh
Nábřeží na pravém břehu řeky vede na území: 12., 4., 1., 8. a 16. obvodu. Na této straně leží Louvre, Grand Palais, Jardin des Tuileries, Palais Royal, Palais de Chaillot, Place de la Concorde, Pařížská radnice a jiné významné historické památky. Od roku 2002 se každé léto na přelomu července a srpna na pravém břehu organizuje Paris Plages v délce 3,5 km.

## Ostrovy
Ze tří pařížských ostrovů jsou do chráněného území zahrnuty ostrov Cité, kde se nachází katedrála Notre-Dame, Justiční palác, Sainte Chapelle a ostrov Sv. Ludvíka, kde stojí mnoho městských paláců a kostel Saint-Louis-en-l'Île.

## Mosty
V pásmu zapsaném na seznamu leží 23 z 37 pařížských mostů (směr po proudu):
| - Pont Marie - Pont de la Tournelle - Pont Louis-Philippe - Pont Saint-Louis - Pont de l'Archevêché - Pont au Double - Pont d'Arcole - Petit-Pont | - Pont Notre-Dame - Pont Saint-Michel - Pont au Change - Pont Neuf - Pont des Arts - Pont du Carrousel - Pont Royal - Passerelle Léopold-Sédar-Senghor | - Pont de la Concorde - Pont Alexandre III - Pont des Invalides - Pont de l'Alma - Passerelle Debilly - Pont d'Iéna - Pont de Bir-Hakeim (pouze levý břeh) |

## Vegetace na březích
Stromy, které byly vysázeny na březích, jsou většinou platany, topoly, osiky a také vrby.

## Bukinisté
Neodmyslitelnou součástí pařížských nábřeží jsou knihkupci a antikváři - bukinisté. První se objevili na nábřeží Quai Voltaire v roce 1891. Jejich malé tmavozelené boudy nabízejí převážně staré knihy, pohlednice a fotografie města. Každý z 245 bukinistů má přesně vyhrazený prostor.